# Arta Bajrami
Arta Bajrami (ur. 9 stycznia 1980 w Prisztinie) – albańska piosenkarka z Kosowa.

## Życiorys
Wychowała się w rodzinie muzyków. Jej ojciec, Zejnullah Bajrami był znanym pieśniarzem albańskich. Młodszy brat Arty, Artan, znany w światku show-biznesu Kosowa jako Don Arbas jest producentem (Arbasound) i wykonawcą muzyki pop. Arta była jedną pierwszych albańskich wokalistek, która wprowadziła do Kosowa styl R&B. Wydała trzy albumy. Trzeci z nich, wydany w 2007 zdobył już tytuł Złotej płyty. Trzy piosenki z ostatniej płyty zostały zrealizowane w formie wideoklipów.
W 2009 wyszła za mąż za albańskiego biznesmena.

## Dyskografia
- 2001: Krejt Diqka Tjeter
- 2005: Femer Shqiptare
- 2007: Chocolata
- 2008: I njëjti ke mbet
- 2009: As nje millimeter
- 2011: Exotic
- 2015: Victory